# Eziologia (medicina)
In medicina il termine eziologia indica gli avvenimenti, i motivi e le variabili causali di ogni singola malattia o patologia. Il termine eziologia, derivato dalla lingua greca antica (aitia = causa e logos = parola/discorso), è utilizzato in vari campi del sapere e del linguaggio in riferimento alle cause che provocano i fenomeni.
Una determinata patologia può essere prodotta, in certi casi, da cause diverse. In questo caso la malattia è "aspecifica". Quando, invece, una patologia è l'effetto di una singola causa si parla di causa e malattia "specifiche".
Una causa di malattia può essere "sufficiente" (basta la sua presenza a manifestare l'effetto) ed "efficiente" (produce l'effetto) quando ad una sua presenza nell'organismo seguirà sempre il manifestarsi della patologia; oppure "sufficiente" ma "inefficiente" quando, nonostante le qualità della causa siano adatte a dare quella data patologia, la sua quantità non basta a generare i sintomi. Un esempio di questo può essere il calore: la sua qualità è adatta a provocare ustioni, ma queste si manifesteranno solo applicandolo oltre una certa quantità.
In molti casi comunque, l'evento patologico ha bisogno di più di una causa per manifestarsi, tanto da parlare, quando le cause siano numerose, di "complesso" o "costellazione di cause". Tra queste è comunque possibile operare una discriminazione, riconoscendone le "cause necessarie" (quelle, appunto, senza le quali la patologia non potrebbe manifestarsi), e le "concause", predisponenti o coadiuvanti.
Un esempio può essere quello della tubercolosi, che ha come causa necessaria la presenza negli organismi infetti del Mycobacterium tubercolosis; causa tuttavia quasi mai sufficiente a scatenare da sola la reazione patologica, cosa che invece avverrà qualora sia coadiuvata da particolari processi del sistema immunitario del soggetto, o da una carenza di fattori igienico-ambientali; o di nutrimento, specie in zone di endemia TBC (molti Stati africani, regioni dell'India e altre) .

## Storia
Storicamente, a partire dalla tradizione classica e fino al Rinascimento si riteneva che a causare le malattie fosse lo squilibrio dei quattro umori: bile nera, bile gialla, sangue e flegma; in alternativa, si attribuivano le malattie a "miasmi malefici" (il termine malaria suggerisce che l'aria malsana delle paludi causi le febbri malariche), o a stregonerie o maledizioni, se non addirittura a punizioni divine.
Il primo a suggerire una causa naturale per una malattia fu Leoniceno, che nel 1497 pubblicò il De epidemia quam morbum gallicum vocant, in cui affrontò il problema dell'eziologia della sifilide.
A lungo nella storia della medicina si discusse se la causa di un morbo risiedesse in un unico fattore, o se fosse il risultato congiunto di molteplici fattori che agissero sinergicamente.
Nel secolo XIX questi due punti di vista videro in Pasteur e Bernard i loro paladini, in un'accesa contesa scientifica.
Bernard studiò i fattori ambientali, esterni e interni, difendendo l'idea che la malattia fosse originata dalla perdita dell'equilibrio dell'organismo (omeostasi), generalmente dovuta al concorso di un gran numero di fattori.
Pasteur dimostrò per primo la correlazione esistente fra infezione batterica e determinate malattie, centrando i propri sforzi nella ricerca di un agente microbico all'apparire di una nuova patologia.
La contesa venne dunque vinta da Pasteur e dai suoi seguaci, e come risultato la teoria microbiologica fu rapidamente accettata e si diffuse fra i medici.
Il concetto di "eziologia scientifica" fu formulato da Robert Koch, che postulò una serie di criteri per provare senza dubbio se un determinato microbo causasse una specifica malattia.
Solo dopo la metà del XX secolo si è diffusa la concezione che, come sostenuto da Bernard, la causa delle malattie può risiedere nelle interazioni fra più elementi.
Si parla quindi di "eziologia multifattoriale di una malattia" quando le cause della stessa sono rappresentate dal concorso di più fattori di natura diversa, che apparentemente non sono in diretto collegamento tra loro. Tale circostanza è estremamente frequente. Sono generalmente multifattoriali le malattie del sistema vascolare come l'ipertensione arteriosa, le malattie psichiatriche, le malattie reumatologiche, il diabete, alcune fra le malattie neurologiche, e molte malattie di diversi altri organi ed apparati.
Più raramente un singolo fattore eziologico è sufficiente a spiegare l'intera sintomatologia, come ad esempio nel caso delle malattie infettive (come già dimostrato da Pasteur), delle malattie genetiche, o delle intossicazioni.